# Stopy zločinu
Stopy zločinu je československý cyklus televizních kriminálních filmů, jejichž příběhy zpracovávají typické případy své doby. Vysílán byl poprvé v 80. letech 20. století.

## Obsazení
- Jiří Bartoška jako npor. Luboš Kosma
- Rudolf Jelínek jako kpt. Havran
- Otakar Brousek jako kpt. Tománek
- Miroslav Zounar jako npor. Dejmek
- Oldřich Navrátil jako por. Borecký
- Vlastimil Hašek jako npor. Votýpka
- Miloslav Mejzlík jako por. Bárta
- Jindřich Hrdý jako por. Beránek

## Seznam dílů
| Č. v seriálu | Název                 | Vedoucí týmu      | Režie            | Scénář                       | Rok natočení | Premiéra          |
| ------------ | --------------------- | ----------------- | ---------------- | ---------------------------- | ------------ | ----------------- |
| 1            | Alibi jako řemen      | npor. Luboš Kosma | Stanislav Strnad | Karel Štorkán, Jaroslav Petr | 1983         | 16. května 1985   |
| 2            | Velká rána            | npor. Luboš Kosma | Stanislav Strnad | Karel Štorkán, Jaroslav Petr | 1984         | 20. července 1985 |
| 3            | Rezident s flétnou    |                   | Stanislav Strnad | Vladimír Fiala               | 1985         | 28. prosince 1985 |
| 4            | Jak zemřela Tereza    |                   | Stanislav Strnad | Vladimír Fiala               | 1985         | 27. července 1986 |
| 5            | Případ pobožné mumie  | kpt. Havran       | Stanislav Strnad | Vladimír Fiala               | 1986         | 9. listopadu 1986 |
| 6            | Otmar čeká spojku     | kpt. Havran       | Stanislav Strnad | Vladimír Fiala               | 1986         | 28. července 1987 |
| 7            | Recept na rozloučenou | npor. Luboš Kosma | Stanislav Strnad | Karel Štorkán, Jaroslav Petr | 1989         | 7. ledna 1991     |
| 8            | Pátek, čas motýlů     | npor. Luboš Kosma | Stanislav Strnad | Karel Štorkán, Jaroslav Petr | 1989         | 18. února 1991    |

Česká televize reprízuje pouze díly 1, 2, 7 a 8, v kterých vystupuje Jiří Bartoška v roli nadporučíka Kosmy a případy jsou méně dobově zabarvené.  